# 岩見沢市立高等看護学院
岩見沢市立高等看護学院（いわみざわしりつこうとうかんごがくいん）とは、北海道岩見沢市にある岩見沢市が設置している専修学校。

## 概要
- 1976年（昭和51年）開校。
- 岩見沢市立総合病院に隣接している。

### 教育目的
保健師助産師看護師法に基づき、看護師としての必要な専門的知識及び技術を習得させるとともに豊かな人間性を養い、地域社会の医療の発展に寄与できる看護師を育成する

### 教育目標
- 看護の対象である人間を、身体的、精神的、社会的な側面を持つ統合された存在であると理解できる能力を養う。
- 倫理観を基盤に多様な価値観を尊重でき、自らの向上のために学習する能力を養う。
- あらゆる健康レベルにある対象に科学的思考に基づいた看護実践が出来る能力を養う。
- 保健医療福祉のチームの連携をはかり、看護師の役割を果たす基礎的能力を養う。

## 設置学科
- 看護学科 （3年制・昼間）

## 所在地
- 北海道岩見沢市8条西9丁目34番[3]

## 取得できる資格・免許状

### 看護学科
- 専門士称号
- 看護師国家試験受験資格
- 保健師・助産師学校（保健師助産師看護師養成所）および養護教諭養成学校受験資格